# Драка в матче «Детройт Ред Уингз» — «Колорадо Эвеланш»
Хоккейный матч регулярного чемпионата НХЛ между командами «Детройт Ред Уингз» и «Колорадо Эвеланш», состоявшийся 26 марта 1997 года и ознаменовавшийся большим количеством драк, прозванный как: «Кровавая среда» (англ. Bloody Wednesday), «Ночь боёв на Джо» (англ. Fight Night at the Joe), «Дебош в Хоккейном городе» (англ. Brawl in Hockeytown) и «Кровавый матч» (англ. The Blood Game).

## Предыстория
В шестом матче финала Западной конференции 1996 года правый нападающий «лавин» Клод Лемьё атаковал сзади центрального нападающего «крыльев» Криса Дрэйпера. Дрэйпер упал лицом в борт, что привело к перелому носа, челюсти, глазной кости, лицевой кости, повреждению шеи, выбитым зубам, сотрясению мозга. Дрэйпер перенес несколько операций, 8 недель он питался через трубку. Клод Лемьё получил двухматчевую дисквалификацию. После данного инцидента команды провели между собой ещё три матча, которые прошли без особой грубости.

## События во время матча
Первая драка — между защитником Брентом Северином («Колорадо») и Джейми Пушором («Детройт») — состоялась через 4:45 после стартового вбрасывания. Вторая драка произошла в 10:14 между Кирком Молтби («Детройт») и Рене Корбе («Колорадо»).
Массовая драка состоялась в конце первого периода (18:22). После столкновения Игоря Ларионова и Петера Форсберга, между игроками произошла потасовка. В этот момент тафгай «Детройта» Даррен Маккарти напал на Клода Лемьё, повалил его на лёд и нанёс серию ударов руками и несколько коленом.
Видя «избиение» Лемьё, голкипер «Эвеланш» Патрик Руа покинул ворота и направился к центру площадки чтобы вмешаться в драку, однако там его на полной скорости «встретил» форвард «Ред Уингз» Брендан Шэнахэн. После чего с Шэнахэном вступил в драку защитник «Колорадо» Адам Фут, а Руа схлестнулся с вратарём «Детройта» Майком Верноном. Ларионов, Форсберг, Шэнахэн, Фут, Вернон и Руа получили по две минуты штрафа за грубость, Лемьё и Маккарти — по пять минут за драку. Маккарти также получил двойной малый штраф за грубость. В результате массовой драки лёд на арене был сильно залит кровью; на его очистку ушло много времени, а некоторым игрокам пришлось останавливать кровотечение. В частности, врачи «Колорадо Эвеланш» наложили несколько швов на разбитую бровь Руа.
Через 15 секунд состоялась последняя драка в первом периоде между Адамом Дэдмаршем («Колорадо») и Владимиром Константиновым («Детройт»).
Во втором периоде состоялось еще пять драк между: Шэнахэном и Футом, Майком Кином («Колорадо») и Томасом Холмстрёмом («Детройт»), Северином и Аароном Уордом («Детройт»), Маккарти и Дэдмаршем, Пушором и Уве Круппом («Колорадо»).
Матч закончился победой «Детройт Ред Уингз» со счётом 6:5. Победную шайбу в овертайме забросил зачинщик массовой драки Даррен Маккарти.